# Berehomet
Berehomet (in ucraino Берегомет?) è un insediamento rurale ucraino (7514 abitanti) nel distretto di Vyžnycja, nell'oblast' di Černivci. Ospita l'amministrazione della comunità territoriale di Berehomet, una delle comunità territoriali dell'Ucraina.
Fino al 26 gennaio 2024 Berehomet era classificata come insediamento di tipo urbano. Da tale data è entrata in vigore una nuova legge che ha abolito questo status e Berehomet è stata riclassificata come insediamento rurale.